# Shotgun Slade
Shotgun Slade è una serie televisiva statunitense in 78 episodi trasmessi per la prima volta nel corso di 2 stagioni dal 1959 al 1961 in syndication.
È una serie western a sfondo investigativo incentrata sui casi affrontati da Shotgun Slade, pistolero e investigatore nel vecchio West.
Shotgun Slade aveva tre caratteristiche che la rendevano unica ai tempi della sua uscita. La prima è la professione di Slade. Invece di essere un marshal, uno sceriffo o un pistolero vagante, Slade è un investigatore privato, ingaggiato per rintracciare i criminali, restituire il denaro rubato e altre funzioni analoghe. Questa caratteristica fu, ovviamente, influenzata dalla crescente popolarità dei detective nella televisione dell'epoca, con serie come Peter Gunn, Richard Diamond, Hawaiian Eye e altre. Un'altra peculiarità è l'arma scelta da Slade. Invece della classica pistola a tamburo, Slade usa un fucile combinato che ha una canna superiore e una inferiore. La canna inferiore spara colpi calibro 12, mentre la canna superiore spara proiettili di fucile calibro 0,32. Con quest'arma Slade ha la possibilità di sparare a bersagli vicini e lontani con la stessa precisione. Anche altre serie western erano caratterizzate da armi distintive, come quelle utilizzate dai protagonisti di The Rifleman, Le leggendarie imprese di Wyatt Earp, Bat Masterson, Wanted: Dead or Alive e The Rebel, ma il fucile di Slade si distingueva per la sua doppia funzione. La terza caratteristica della serie è la sua colonna sonora, una moderna musica jazz al posto delle tradizionali melodie western che erano la norma per le serie televisive e i film western dell'epoca. Ancora una volta, questa caratteristica fu influenzata della popolarità del genere investigativo in voga in quegli anni.

## Personaggi e interpreti

### Personaggi principali
- Shotgun Slade (78 episodi, 1959-1961), interpretato da Scott Brady, doppiato da Flavio Aquilone.

### Personaggi secondari
- Coonskin (5 episodi, 1960-1961), interpretato da Kermit Maynard.
- Sceriffo (3 episodi, 1959-1961), interpretato da Frank Ferguson.
- Monica Bristol (3 episodi, 1960-1961), interpretata da Monica Lewis.
- Francie (2 episodi, 1960), interpretata da Jeanne Cooper.
- Ethel Bascomb (2 episodi, 1959-1960), interpretata da Jacqueline Holt.
- Homer Carlson (2 episodi, 1960), interpretato da Tyler McVey.
- Ben Douglas (2 episodi, 1960), interpretato da Ted de Corsia.
- Marshal (2 episodi, 1959-1960), interpretato da Gregg Palmer.
- Hiram Martin (2 episodi, 1960-1961), interpretato da Steve Darrell.
- Clay (2 episodi, 1960-1961), interpretato da Tom Gilson.
- Billy (2 episodi, 1959-1960), interpretato da Brad Weston.
- Anders (2 episodi, 1959-1961), interpretato da Tom Monroe.
- Big Joe Thompson (2 episodi, 1959), interpretato da Bob Tetrick.
- Luke Crowell (2 episodi, 1960), interpretato da John L. Cason.
- Hatch (2 episodi, 1960-1961), interpretato da John McKee.
- Kirby (2 episodi, 1959-1960), interpretato da Brad Johnson.
- Kate Heinie (2 episodi, 1960), interpretata da Bethel Leslie.
- Franci Longo (2 episodi, 1959-1960), interpretata da Allison Hayes.

## Produzione
La serie, ideata da Frank Gruber, fu prodotta da Shotgun Productions e girata negli Universal Studios a Universal City, nel Bronson Canyon e nei Revue Studios a Hollywood in California. Le musiche furono composte da Gerald Fried.

### Registi
Tra i registi sono accreditati:
- Will Jason in 10 episodi (1960)
- Sidney Salkow in 8 episodi (1959-1960)
- D. Ross Lederman in 2 episodi (1959-1960)
- Franklin Adreon in 2 episodi (1960)
- Frank Arrigo in 2 episodi (1961)
- Richard Bartlett in 2 episodi (1961)
- Dann Cahn

### Sceneggiatori
Tra gli sceneggiatori sono accreditati:
- Frank Gruber in 71 episodi (1959-1961)
- Barry Shipman in 8 episodi (1959-1961)
- Martin Berkeley in 6 episodi (1960)
- Ralph Conger in 5 episodi (1959-1960)
- Dwight Newton in 5 episodi (1959-1960)
- Charles B. Smith in 4 episodi (1959-1960)
- Lawrence Kimble in 4 episodi (1961)

## Distribuzione
La serie fu trasmessa negli Stati Uniti dal 24 ottobre 1959 al 1961 in syndication e in Italia su Telecapri News dal 3 novembre 2009 al 21 agosto 2017.

## Episodi
| Stagione         | Episodi | Prima TV USA | Prima TV Italia |
| ---------------- | ------- | ------------ | --------------- |
| Prima stagione   | 39      | 1959-1960    | 2009-2010       |
| Seconda stagione | 39      | 1960-1961    | 2017            |